# Tour de França de 2024, Etapa 1-Etapa 11
El Tour de França de 2024 fou la 111a edició del Tour de França. Tingué inici a Florència, Itàlia el 29 de juny i l'onzena etapa acabà a Le Lioran el 10 de juliol. L'etapa final del Tour fou una contrarellotge individual amb inici a Mònaco i final a Niça que es disputà el 21 de juliol.

## Llegenda
| Llegenda                            | Llegenda                             | Llegenda                              | Llegenda                                 |
| ----------------------------------- | ------------------------------------ | ------------------------------------- | ---------------------------------------- |
| Líder de la classificació general   | Líder de la classificació general    | Líder de la classificació de muntanya | Líder de la classificació de la muntanya |
| Líder de la classificació per punts | Líder de la classificació per punts  | Líder de la classificació dels joves  | Líder de la classificació dels joves     |
|                                     | Líder de la classificació per equips |                                       | Guanyador del Premi de la combativitat   |

## Etapa 1
29 de juny de 2024 – Florència ( Itàlia) fins a Rímini ( Itàlia), 206,0 km.
La primera etapa del Tour de França de 2024 veié molts atacs després que es donés l'inici oficial, però no fou fins després de recórrer uns 15 quilòmetres que es formà una escapada de 8 ciclistes, entre els quals es trobaven Ion Izagirre (Cofidis), Ryan Gibbons (Lidl-Trek), Matej Mohorič (Bahrain Victorious) i Frank van den Broek (Team DSM-Firmenich PostNL). Aquesta arribà a aconseguir 6 minuts d'avantatge respecte el gran grup, del qual s'anaren despenjant molts ciclistes a causa dels ports que havien de superar, fins que quedà reduït a uns 50 integrants. A uns 50 quilòmetres de l'arribada, el duo del DSM-Firmenich format per Romain Bardet i van den Broek acceleraren i es posaren al capdavant de l'etapa. Finalment, Bardet guanyà l'etapa per davant del seu company d'equip, qui li cedí el triomf. El gran grup arribà 5 segons més tard a meta, amb Wout Van Aert (Team Visma-Lease a Bike) guanyant l'esprint i quedant tercer.
| Pos. | Corredor                  | Equip                     | Temps      |
| ---- | ------------------------- | ------------------------- | ---------- |
| 1    | Romain Bardet (FRA)       | Team DSM-Firmenich PostNL | 5h 07' 12" |
| 2    | Frank van den Broek (NED) | Team DSM-Firmenich PostNL | + 0"       |
| 3    | Wout Van Aert (BEL)       | Team Visma-Lease a Bike   | + 5"       |
| 4    | Tadej Pogačar (SLO)       | UAE Team Emirates         | + 5"       |
| 5    | Maxim Van Gils (BEL)      | Lotto Dstny               | + 5"       |
| 6    | Alex Aranburu (SPA)       | Movistar Team             | + 5"       |
| 7    | Mads Pedersen (DEN)       | Lidl-Trek                 | + 5"       |
| 8    | Remco Evenepoel (BEL)     | Soudal Quick-Step         | + 5"       |
| 9    | Pello Bilbao (SPA)        | Bahrain Victorious        | + 5"       |
| 10   | Alberto Bettiol (ITA)     | EF Education-EasyPost     | + 5"       |

| Pos. | Corredor                  | Equip                     | Temps      |
| ---- | ------------------------- | ------------------------- | ---------- |
| 1    | Romain Bardet (FRA)       | Team DSM-Firmenich PostNL | 5h 07' 12" |
| 2    | Frank van den Broek (NED) | Team DSM-Firmenich PostNL | + 4"       |
| 3    | Wout Van Aert (BEL)       | Team Visma-Lease a Bike   | + 11"      |
| 4    | Tadej Pogačar (SLO)       | UAE Team Emirates         | + 15"      |
| 5    | Maxim Van Gils (BEL)      | Lotto Dstny               | + 15"      |
| 6    | Alex Aranburu (SPA)       | Movistar Team             | + 15"      |
| 7    | Mads Pedersen (DEN)       | Lidl-Trek                 | + 15"      |
| 8    | Remco Evenepoel (BEL)     | Soudal Quick-Step         | + 15"      |
| 9    | Pello Bilbao (SPA)        | Bahrain Victorious        | + 15"      |
| 10   | Alberto Bettiol (ITA)     | EF Education-EasyPost     | + 15"      |

## Etapa 2
30 de juny de 2024 – Cesenatico ( Itàlia) fins a Bologne ( Itàlia), 199,2 km.
En una etapa de quasi 200 quilòmetres, l'escapada es formà ràpidament- En efecte, amb només 2 quilòmetres recorreguts, un grup de 10 corredors, entre ells Jonas Abrahamsen (Uno-X Mobility), Axel Laurance (Alpecin-Deceuninck), Mike Teunissen (Intermarché-Wanty) i Kévin Vauquelin (Arkéa-B&B Hotels), aconseguiren separar-se del gran grup. El grup escapat arribà a tenir més de 9 minuts d'avantatge respecte el pilot, tot i que durant la major part de l'etapa estigueren a uns 7 minuts. A uns 35 quilòmetres de l'arribada, el gran grup quedà molt reduït a l'inici de l'ascensió a San Luca, una cota de tercera categoria. A 14 quilòmetres d'acabar, l'eslovè Tadej Pogačar (UAE Team Emirates) llançà un atac que només fou seguit per Jonas Vingegaard (Team Visma-Lease a Bike) i els dos corredors feren el descens en solitari. L'etapa fou vençuda per Vauquelin, qui durant l'ascensió a San Luca aconseguí marxar en solitari.
| Pos. | Corredor                 | Equip                 | Temps      |
| ---- | ------------------------ | --------------------- | ---------- |
| 1    | Kévin Vauquelin (FRA)    | Arkéa-B&B Hotels      | 4h 43' 42" |
| 2    | Jonas Abrahamsen (NOR)   | Uno-X Mobility        | + 36"      |
| 3    | Quentin Pacher (FRA)     | Groupama-FDJ          | + 49"      |
| 4    | Cristián Rodríguez (SPA) | Arkéa-B&B Hotels      | + 49"      |
| 5    | Harold Tejada (COL)      | Astana Qazaqstan Team | + 49"      |
| 6    | Nélson Oliveira (POR)    | Movistar Team         | + 50"      |
| 7    | Axel Laurance (FRA)      | Alpecin-Deceuninck    | + 1' 12"   |
| 8    | Mike Teunissen (NED)     | Intermarché-Wanty     | + 1' 33"   |
| 9    | Hugo Houle (CAN)         | Israel-Premier Tech   | + 1' 36"   |
| 10   | Richard Carapaz (ECU)    | EF Education-EasyPost | + 2' 21"   |

| Pos. | Corredor               | Equip                     | Temps      |
| ---- | ---------------------- | ------------------------- | ---------- |
| 1    | Tadej Pogačar (SLO)    | UAE Team Emirates         | 9h 53' 30" |
| 2    | Remco Evenepoel (BEL)  | Soudal Quick-Step         | + 0"       |
| 3    | Jonas Vingegaard (DEN) | Team Visma-Lease a Bike   | + 0"       |
| 4    | Richard Carapaz (ECU)  | EF Education-EasyPost     | + 0"       |
| 5    | Romain Bardet (FRA)    | Team DSM-Firmenich PostNL | + 6"       |
| 6    | Maxim Van Gils (BEL)   | Lotto Dstny               | + 21"      |
| 7    | Egan Bernal (COL)      | Ineos Grenadiers          | + 21"      |
| 8    | Pello Bilbao (SPA)     | Bahrain Victorious        | + 21"      |
| 9    | Thomas Pidcock (GBR)   | Ineos Grenadiers          | + 21"      |
| 10   | Giulio Ciccone (ITA)   | Lidl-Trek                 | + 21"      |

## Etapa 3
1 de juliol de 2024 – Piacenza ( Itàlia) fins a Torí ( Itàlia), 230,8 km.
La tercera etapa, la més llarga del Tour de 2024, tingué un atac matiner sense èxit i no fou fins que quedaren uns 65 quilòmetres que Fabien Grellier (Team TotalEnergies) aconseguí escapar-se i es mantingué al cap de la cursa durant uns 30 quilòmetres. A només 3 quilòmetres de l'arribada, una caiguda provocà l'escissió del gran grup, deixant a un grup capdavanter d'uns 40 ciclistes. Entre aquests, el ciclista eritreu Biniam Girmay (Intermarché-Wanty) aconseguí vèncer en l'esprint final i emportar-se l'etapa. Amb aquesta victòria, Girmay es convertí en el primer ciclista negre de l'Àfrica amb una victòria al Tour.
A la classificació general, l'equatorià Richard Carapaz (EF Education-EasyPost) aconseguí el mallot groc del líder mentre que la resta de classificacions mantingueren els seus líders respectius.
| Pos. | Corredor                | Equip                      | Temps      |
| ---- | ----------------------- | -------------------------- | ---------- |
| 1    | Biniam Girmay (ERI)     | Intermarché-Wanty          | 5h 26' 48" |
| 2    | Fernando Gaviria (COL)  | Movistar Team              | + 0"       |
| 3    | Arnaud De Lie (BEL)     | Lotto Dstny                | + 0"       |
| 4    | Mads Pedersen (DEN)     | Lidl-Trek                  | + 0"       |
| 5    | Dylan Groenewegen (NED) | Team Jayco AlUla           | + 0"       |
| 6    | Phil Bauhaus (GER)      | Bahrain Victorious         | + 0"       |
| 7    | Fabio Jakobsen (NED)    | Team DSM-Firmenich PostNL  | + 0"       |
| 8    | Davide Ballerini (ITA)  | Astana Qazaqstan Team      | + 0"       |
| 9    | Sam Bennett (IRL)       | Decathlon-AG2R La Mondiale | + 0"       |
| 10   | Bryan Coquard (FRA)     | Cofidis                    | + 0"       |

| Pos. | Corredor               | Equip                     | Temps       |
| ---- | ---------------------- | ------------------------- | ----------- |
| 1    | Richard Carapaz (ECU)  | EF Education-EasyPost     | 15h 20' 18" |
| 2    | Tadej Pogačar (SLO)    | UAE Team Emirates         | + 0"        |
| 3    | Remco Evenepoel (BEL)  | Soudal Quick-Step         | + 0"        |
| 4    | Jonas Vingegaard (DEN) | Team Visma-Lease a Bike   | + 0"        |
| 5    | Romain Bardet (FRA)    | Team DSM-Firmenich PostNL | + 6"        |
| 6    | Pello Bilbao (SPA)     | Bahrain Victorious        | + 21"       |
| 7    | Guillaume Martin (FRA) | Cofidis                   | + 21"       |
| 8    | Egan Bernal (COL)      | Ineos Grenadiers          | + 21"       |
| 9    | Jai Hindley (AUS)      | Red Bull-Bora-Hansgrohe   | + 21"       |
| 10   | Aleksandr Vlasov       | Red Bull-Bora-Hansgrohe   | + 21"       |

## Etapa 4
2 de juliol de 2024 – Pineròl ( Itàlia) fins a Valloire, 139,6 km.
En la primera etapa de muntanya del Tour de França de 2024, els atacs durant els primers 30 quilòmetres de l'etapa foren constants i, finalment, s'establí una escapada de 17 ciclistes, entre ells Bruno Armirail (Decathlon-AG2R La Mondiale), David Gaudu (Groupama-FDJ), Oier Lazkano (Movistar Team), Aleksei Lutsenko (Astana Qazaqstan Team) i Mathieu van der Poel (Alpecin-Deceuninck), que no aconseguí més de 3 minuts de distància respecte el gran grup. Per altra banda, aquest gran grup estigué controlat per l'UAE Team Emirates, que buscava la victòria pel seu líder Tadej Pogačar. Durant l'ascensió al Coll del Galibier, la velocitat augmentà i a només un quilòmetre de coronar el coll, Pogačar llançà un atac, que fou seguit pel danès Jonas Vingegaard (Team Visma-Lease a Bike). Durant el descens, l'eslovè aconseguí distanciar-se del danès i acabar guanyant l'etapa en solitari. Remco Evenepoel (Soudal Quick-Step) acabà segon a 35 segons del vencedor i Vingegaard acabà cinquè a 37 segons.
Amb aquesta victòria, Pogačar recuperà el mallot groc de líder de la general i el seu equip, l'UAE Team Emirates, es posà primer en la classificació per equips.
| Pos. | Corredor                | Equip                   | Temps      |
| ---- | ----------------------- | ----------------------- | ---------- |
| 1    | Tadej Pogačar (SLO)     | UAE Team Emirates       | 3h 46' 38" |
| 2    | Remco Evenepoel (BEL)   | Soudal Quick-Step       | + 35"      |
| 3    | Juan Ayuso (SPA)        | UAE Team Emirates       | + 35"      |
| 4    | Primož Roglič (SLO)     | Red Bull-Bora-Hansgrohe | + 35"      |
| 5    | Jonas Vingegaard (DEN)  | Team Visma-Lease a Bike | + 37"      |
| 6    | Carlos Rodríguez (SPA)  | Ineos Grenadiers        | + 37"      |
| 7    | Mikel Landa (SPA)       | Soudal Quick-Step       | + 53"      |
| 8    | João Almeida (POR)      | UAE Team Emirates       | + 53"      |
| 9    | Giulio Ciccone (ITA)    | Lidl-Trek               | + 2' 41"   |
| 10   | Santiago Buitrago (COL) | Bahrain Victorious      | + 2' 41"   |

| Pos. | Corredor               | Equip                   | Temps       |
| ---- | ---------------------- | ----------------------- | ----------- |
| 1    | Tadej Pogačar (SLO)    | UAE Team Emirates       | 19h 06' 38" |
| 2    | Remco Evenepoel (BEL)  | Soudal Quick-Step       | + 45"       |
| 3    | Jonas Vingegaard (DEN) | Team Visma-Lease a Bike | + 50"       |
| 4    | Juan Ayuso (SPA)       | UAE Team Emirates       | + 1' 10"    |
| 5    | Primož Roglič (SLO)    | Red Bull-Bora-Hansgrohe | + 1' 14"    |
| 6    | Carlos Rodríguez (SPA) | Ineos Grenadiers        | + 1' 16"    |
| 7    | Mikel Landa (SPA)      | Soudal Quick-Step       | + 1' 32"    |
| 8    | João Almeida (POR)     | UAE Team Emirates       | + 1' 32"    |
| 9    | Giulio Ciccone (ITA)   | Lidl-Trek               | + 3' 20"    |
| 10   | Egan Bernal (COL)      | Ineos Grenadiers        | + 3' 21"    |

## Etapa 5
3 de juliol de 2024 – Saint-Jean-de-Maurienne fins a Saint-Vulbas, 177,4 km.
En una altra etapa pels esprintadors, tot i tenir dos ports de quarta categoria, després d'uns quants atacs fallits i després d'haver recorregut uns 30 quilòmetres, un atac del duo francès format per Clément Russo (Groupama-FDJ) i Mattéo Vercher (Team TotalEnergies), tingué èxit. Ràpidament aconseguiren tres minuts d'avantatge i n'arribaren a tenir fins a cinc. A 36 quilòmetres de l'arribada, els dos escapats foren atrapats pel gran grup. El vencedor de l'etapa es decidí amb l'esprint final, que fou guanyat per Mark Cavendish (Astana Qazaqstan Team). Amb aquesta victòria, Cavendish aconseguí la seva 35a victòria d'etapa al Tour i, d'aquesta manera, es convertí en el ciclista amb més victòries d'etapes al Tour de França, sobrepassant el rècord que ell i Eddy Merckx compartien.
A la classificació per punts, Biniam Girmay (Intermarché-Wanty) es vestí per primera vegada amb el mallot verd com a líder de la classificació.
| Pos. | Corredor                  | Equip                     | Temps      |
| ---- | ------------------------- | ------------------------- | ---------- |
| 1    | Mark Cavendish (GBR)      | Astana Qazaqstan Team     | 4h 08' 46" |
| 2    | Jasper Philipsen (BEL)    | Alpecin-Deceuninck        | + 0"       |
| 3    | Alexander Kristoff (NOR)  | Uno-X Mobility            | + 0"       |
| 4    | Arnaud De Lie (BEL)       | Lotto Dstny               | + 0"       |
| 5    | Fabio Jakobsen (NED)      | Team DSM-Firmenich PostNL | + 0"       |
| 6    | Pascal Ackermann (GER)    | Israel-Premier Tech       | + 0"       |
| 7    | Arnaud Démare (FRA)       | Arkéa-B&B Hotels          | + 0"       |
| 8    | Gerben Thijssen (BEL)     | Intermarché-Wanty         | + 0"       |
| 9    | Biniam Girmay (ERI)       | Intermarché-Wanty         | + 0"       |
| 10   | Marijn van den Berg (NED) | EF Education-EasyPost     | + 0"       |

| Pos. | Corredor               | Equip                   | Temps       |
| ---- | ---------------------- | ----------------------- | ----------- |
| 1    | Tadej Pogačar (SLO)    | UAE Team Emirates       | 23h 15' 24" |
| 2    | Remco Evenepoel (BEL)  | Soudal Quick-Step       | + 45"       |
| 3    | Jonas Vingegaard (DEN) | Team Visma-Lease a Bike | + 50"       |
| 4    | Juan Ayuso (SPA)       | UAE Team Emirates       | + 1' 10"    |
| 5    | Primož Roglič (SLO)    | Red Bull-Bora-Hansgrohe | + 1' 14"    |
| 6    | Carlos Rodríguez (SPA) | Ineos Grenadiers        | + 1' 16"    |
| 7    | Mikel Landa (SPA)      | Soudal Quick-Step       | + 1' 32"    |
| 8    | João Almeida (POR)     | UAE Team Emirates       | + 1' 32"    |
| 9    | Giulio Ciccone (ITA)   | Lidl-Trek               | + 3' 20"    |
| 10   | Egan Bernal (COL)      | Ineos Grenadiers        | + 3' 21"    |

## Etapa 6
4 de juliol de 2024 – Mâcon fins a Dijon, 163,5 km.
Durant els primers quilòmetres de la tercera etapa plana del Tour no hi hagueren moviments per crear una escapada, però Jonas Abrahamsen (Uno-X Mobility) atacà just abans de coronar l'únic port categoritzat de l'etapa i a ell se li uní el francès Axel Zingle (Cofidis). Al cap d'uns 20 quilòmetres, el duo fou atrapat pel gran grup. L'etapa no comptà amb cap més escapada i el gran grup arribà tot junt per l'esprint final. El neerlandès Dylan Groenewegen (Team Jayco AlUla) fou el vencedor de l'esprint. Jasper Philipsen (Alpecin-Deceuninck) creuà la línia d'arribada en segona posició, però com que durant l'esprint final tallà el pas a altres ciclistes fou relegat fins a la 107a posició.
| Pos. | Corredor                 | Equip                   | Temps      |
| ---- | ------------------------ | ----------------------- | ---------- |
| 1    | Dylan Groenewegen (NED)  | Team Jayco AlUla        | 3h 31' 55" |
| 2    | Biniam Girmay (ERI)      | Intermarché-Wanty       | + 0"       |
| 3    | Fernando Gaviria (COL)   | Movistar Team           | + 0"       |
| 4    | Phil Bauhaus (GER)       | Bahrain Victorious      | + 0"       |
| 5    | Arnaud De Lie (BEL)      | Lotto Dstny             | + 0"       |
| 6    | Wout Van Aert (BEL)      | Team Visma-Lease a Bike | + 0"       |
| 7    | Arnaud Démare (FRA)      | Arkéa-B&B Hotels        | + 0"       |
| 8    | Alexander Kristoff (NOR) | Uno-X Mobility          | + 0"       |
| 9    | Pascal Ackermann (GER)   | Israel-Premier Tech     | + 0"       |
| 10   | Piet Allegaert (BEL)     | Cofidis                 | + 0"       |

| Pos. | Corredor               | Equip                   | Temps       |
| ---- | ---------------------- | ----------------------- | ----------- |
| 1    | Tadej Pogačar (SLO)    | UAE Team Emirates       | 26h 47' 19" |
| 2    | Remco Evenepoel (BEL)  | Soudal Quick-Step       | + 45"       |
| 3    | Jonas Vingegaard (DEN) | Team Visma-Lease a Bike | + 50"       |
| 4    | Juan Ayuso (SPA)       | UAE Team Emirates       | + 1' 10"    |
| 5    | Primož Roglič (SLO)    | Red Bull-Bora-Hansgrohe | + 1' 14"    |
| 6    | Carlos Rodríguez (SPA) | Ineos Grenadiers        | + 1' 16"    |
| 7    | Mikel Landa (SPA)      | Soudal Quick-Step       | + 1' 32"    |
| 8    | João Almeida (POR)     | UAE Team Emirates       | + 1' 32"    |
| 9    | Giulio Ciccone (ITA)   | Lidl-Trek               | + 3' 20"    |
| 10   | Egan Bernal (COL)      | Ineos Grenadiers        | + 3' 21"    |

## Etapa 7
5 de juliol de 2024 – Nuits-Saint-Georges fins a Gevrey-Chambertin, 25,3 km. (CRI)
En la primera de les dues etapes en contrarellotge del Tour de França 2024, el recorregut es presentà generalment pla, a excepció d'una ascensió d'1,6 quilòmetres al 6.1% a meitats de l'etapa. La victòria d'etapa fou pel campió del món en aquesta modalitat Remco Evenepoel (Soudal Quick-Step).
| Pos. | Corredor                 | Equip                   | Temps    |
| ---- | ------------------------ | ----------------------- | -------- |
| 1    | Remco Evenepoel (BEL)    | Soudal Quick-Step       | 28' 52"  |
| 2    | Tadej Pogačar (SLO)      | UAE Team Emirates       | + 12"    |
| 3    | Primož Roglič (SLO)      | Red Bull-Bora-Hansgrohe | + 34"    |
| 4    | Jonas Vingegaard (DEN)   | Team Visma-Lease a Bike | + 37"    |
| 5    | Victor Campenaerts (BEL) | Lotto Dstny             | + 52"    |
| 6    | Kévin Vauquelin (FRA)    | Arkéa-B&B Hotels        | + 52"    |
| 7    | Matteo Jorgenson (USA)   | Team Visma-Lease a Bike | + 54"    |
| 8    | João Almeida (POR)       | UAE Team Emirates       | + 57"    |
| 9    | Ben Healy (IRL)          | EF Education-EasyPost   | + 59"    |
| 10   | Stefan Küng (SUI)        | Groupama-FDJ            | + 1' 00" |

| Pos. | Corredor               | Equip                   | Temps       |
| ---- | ---------------------- | ----------------------- | ----------- |
| 1    | Tadej Pogačar (SLO)    | UAE Team Emirates       | 27h 16' 23" |
| 2    | Remco Evenepoel (BEL)  | Soudal Quick-Step       | + 33"       |
| 3    | Jonas Vingegaard (DEN) | Team Visma-Lease a Bike | + 1' 15"    |
| 4    | Primož Roglič (SLO)    | Red Bull-Bora-Hansgrohe | + 1' 36"    |
| 5    | Juan Ayuso (SPA)       | UAE Team Emirates       | + 2' 16"    |
| 6    | João Almeida (POR)     | UAE Team Emirates       | + 2' 17"    |
| 7    | Carlos Rodríguez (SPA) | Ineos Grenadiers        | + 2' 31     |
| 8    | Mikel Landa (SPA)      | Soudal Quick-Step       | + 3' 35"    |
| 9    | Matteo Jorgenson (USA) | Team Visma-Lease a Bike | + 4' 03"    |
| 10   | Aleksandr Vlàssov      | Red Bull-Bora-Hansgrohe | + 4' 36"    |

## Etapa 8
6 de juliol de 2024 – Semur-en-Auxois fins a Colombey-les-Deux-Églises, 183,4 km.
La vuitena etapa, amb dos ports de tercera categoria i tres de quarta categoria, començà sota la pluja. Després de coronar el primer port categoritzat, Jonas Abrahamsen (Uno-X Mobility) creà una escapada, que fou seguida pel duo de l'EF Education-EasyPost format per Stefan Bissegger i Neilson Powless, però al cap d'uns 10 quilòmetres, el noruec es quedà sol al capdavant de la cursa. Abrahamsen continuà sol durant gran part de l'etapa i arribà a tenir més de 6 minuts d'avantatge respecte el gran grup; a només 14 quilòmetres de l'arribada fou atrapat pel gran grup. Altre cop, el vencedor de l'etapa fou determinat a l'esprint final, que guanyà Biniam Girmay (Intermarché-Wanty). Amb aquesta victòria, Girmay guanyà la seva segona etapa en aquest Tour. Jasper Philipsen (Alpecin-Deceuninck) i Arnaud De Lie (Lotto Dstny) quedaren segon i tercer respectivament.
| Pos. | Corredor                  | Equip                 | Temps      |
| ---- | ------------------------- | --------------------- | ---------- |
| 1    | Biniam Girmay (ERI)       | Intermarché-Wanty     | 4h 04' 50" |
| 2    | Jasper Philipsen (BEL)    | Alpecin-Deceuninck    | + 0"       |
| 3    | Arnaud De Lie (BEL)       | Lotto Dstny           | + 0"       |
| 4    | Pascal Ackermann (GER)    | Israel-Premier Tech   | + 0"       |
| 5    | Marijn van den Berg (NED) | EF Education-EasyPost | + 0"       |
| 6    | Ryan Gibbons (RSA)        | Lidl-Trek             | + 0"       |
| 7    | Anthony Turgis (FRA)      | Team TotalEnergies    | + 0"       |
| 8    | Fred Wright (GBR)         | Bahrain Victorious    | + 0"       |
| 9    | Alex Aranburu (SPA)       | Movistar Team         | + 0"       |
| 10   | Remco Evenepoel (BEL)     | Soudal Quick-Step     | + 0"       |

| Pos. | Corredor               | Equip                   | Temps       |
| ---- | ---------------------- | ----------------------- | ----------- |
| 1    | Tadej Pogačar (SLO)    | UAE Team Emirates       | 31h 21' 13" |
| 2    | Remco Evenepoel (BEL)  | Soudal Quick-Step       | + 33"       |
| 3    | Jonas Vingegaard (DEN) | Team Visma-Lease a Bike | + 1' 15"    |
| 4    | Primož Roglič (SLO)    | Red Bull-Bora-Hansgrohe | + 1' 36"    |
| 5    | Juan Ayuso (SPA)       | UAE Team Emirates       | + 2' 16"    |
| 6    | João Almeida (POR)     | UAE Team Emirates       | + 2' 17"    |
| 7    | Carlos Rodríguez (SPA) | Ineos Grenadiers        | + 2' 31     |
| 8    | Mikel Landa (SPA)      | Soudal Quick-Step       | + 3' 35"    |
| 9    | Matteo Jorgenson (USA) | Team Visma-Lease a Bike | + 4' 03"    |
| 10   | Aleksandr Vlàssov      | Red Bull-Bora-Hansgrohe | + 4' 36"    |

## Etapa 9
7 de juliol de 2024 – Troyes fins a Troyes, 199,0 km.
La novena etapa presentà 14 sectors de gravel i quatre ports de quarta categoria. Tot i els atacs recurrents a l'inici de l'etapa, no fou fins després de recórrer 50 quilòmetres que es creà una escapada de 12 corredors, entre ells Alex Aranburu (Movistar Team), Derek Gee (Israel-Premier Tech), Ben Healy (EF Education-EasyPost), Aleksei Lutsenko (Astana Qazaqstan Team) i Thomas Pidcock (Ineos Grenadiers). El gran grup no permeté que l'escapada aconseguís més de 1' 45" d'avantatge. Remco Evenepoel (Soudal Quick-Step) i Tadej Pogačar (UAE Team Emirates) anaren llançant atacs, que foren seguits per Jonas Vingegaard (Team Visma-Lease a Bike), però cap amb èxit. En l'sprint final per la victòria, disputat entre els homes de l'escapada, el francès Anthony Turgis (Team TotalEnergies) en sortí vencedor.
| Pos. | Corredor               | Equip                 | Temps      |
| ---- | ---------------------- | --------------------- | ---------- |
| 1    | Anthony Turgis (FRA)   | Team TotalEnergies    | 4h 19' 43" |
| 2    | Thomas Pidcock (GBR)   | Ineos Grenadiers      | + 0"       |
| 3    | Derek Gee (CAN)        | Israel-Premier Tech   | + 0"       |
| 4    | Alex Aranburu (SPA)    | Movistar Team         | + 0"       |
| 5    | Ben Healy (IRL)        | EF Education-EasyPost | + 2"       |
| 6    | Aleksei Lutsenko (KAZ) | Astana Qazaqstan Team | + 2"       |
| 7    | Javier Romo (SPA)      | Movistar Team         | + 12"      |
| 8    | Jasper Stuyven (BEL)   | Lidl-Trek             | + 18"      |
| 9    | Biniam Girmay (ERI)    | Intermarché-Wanty     | + 1' 17"   |
| 10   | Michael Matthews (AUS) | Team Jayco AlUla      | + 1' 17"   |

| Pos. | Corredor               | Equip                   | Temps       |
| ---- | ---------------------- | ----------------------- | ----------- |
| 1    | Tadej Pogačar (SLO)    | UAE Team Emirates       | 35h 42' 42" |
| 2    | Remco Evenepoel (BEL)  | Soudal Quick-Step       | + 33"       |
| 3    | Jonas Vingegaard (DEN) | Team Visma-Lease a Bike | + 1' 15"    |
| 4    | Primož Roglič (SLO)    | Red Bull-Bora-Hansgrohe | + 1' 36"    |
| 5    | Juan Ayuso (SPA)       | UAE Team Emirates       | + 2' 16"    |
| 6    | João Almeida (POR)     | UAE Team Emirates       | + 2' 17"    |
| 7    | Carlos Rodríguez (SPA) | Ineos Grenadiers        | + 2' 31     |
| 8    | Mikel Landa (SPA)      | Soudal Quick-Step       | + 3' 35"    |
| 9    | Derek Gee (CAN)        | Israel-Premier Tech     | + 4' 02"    |
| 10   | Matteo Jorgenson (USA) | Team Visma-Lease a Bike | + 4' 03"    |

## Dia de descans 1
8 de juliol de 2024 – Orleans

## Etapa 10
9 de juliol de 2024 – Orleans fins a Saint-Amand-Montrond, 187,3 km.
En una altra etapa pels esprintadors, hi hagué pocs atacs i no hi hagué cap fuga, de manera que el gran grup arribà complet a la línia d'arribada per tal de disputar l'esprint final per la victòria. El belga Jasper Philipsen (Alpecin-Deceuninck) en fou el vencedor, emportant-se així la seva primera etapa al Tour de 2024.
| Pos. | Corredor                | Equip                      | Temps      |
| ---- | ----------------------- | -------------------------- | ---------- |
| 1    | Jasper Philipsen (BEL)  | Alpecin-Deceuninck         | 4h 20' 06" |
| 2    | Biniam Girmay (ERI)     | Intermarché-Wanty          | + 0"       |
| 3    | Pascal Ackermann (GER)  | Israel-Premier Tech        | + 0"       |
| 4    | Wout Van Aert (BEL)     | Team Visma-Lease a Bike    | + 0"       |
| 5    | Fernando Gaviria (COL)  | Movistar Team              | + 2"       |
| 6    | Sam Bennett (IRL)       | Decathlon-AG2R La Mondiale | + 0"       |
| 7    | John Degenkolb (GER)    | Team DSM-Firmenich PostNL  | + 0"       |
| 8    | Phil Bauhaus (GER)      | Bahrain Victorious         | + 0"       |
| 9    | Dylan Groenewegen (NED) | Team Jayco AlUla           | + 0"       |
| 10   | Axel Zingle (FRA)       | Cofidis                    | + 1' 17"   |

| Pos. | Corredor               | Equip                   | Temps       |
| ---- | ---------------------- | ----------------------- | ----------- |
| 1    | Tadej Pogačar (SLO)    | UAE Team Emirates       | 40h 02' 48" |
| 2    | Remco Evenepoel (BEL)  | Soudal Quick-Step       | + 33"       |
| 3    | Jonas Vingegaard (DEN) | Team Visma-Lease a Bike | + 1' 15"    |
| 4    | Primož Roglič (SLO)    | Red Bull-Bora-Hansgrohe | + 1' 36"    |
| 5    | Juan Ayuso (SPA)       | UAE Team Emirates       | + 2' 16"    |
| 6    | João Almeida (POR)     | UAE Team Emirates       | + 2' 17"    |
| 7    | Carlos Rodríguez (SPA) | Ineos Grenadiers        | + 2' 31     |
| 8    | Mikel Landa (SPA)      | Soudal Quick-Step       | + 3' 35"    |
| 9    | Derek Gee (CAN)        | Israel-Premier Tech     | + 4' 02"    |
| 10   | Matteo Jorgenson (USA) | Team Visma-Lease a Bike | + 4' 03"    |

## Etapa 11
10 de juliol de 2024 – Evaun fins a Le Lioran, 211,0 km
En una etapa amb atacs des d'un inici, tot i que alguna escapada aconseguí un petit avantatge, no fou fins al cap d'uns 80 quilòmetres que no es formà una escapada de 10 ciclistes, com Richard Carapaz i Ben Healy de l'EF Education-EasyPost, Oier Lazkano (Movistar Team) o Oscar Onley (Team DSM-Firmenich PostNL). Al gran grup, l'UAE Team Emirates no deixà que l'escapada anés massa lluny i a 30 quilòmetres de l'arribada, el seu líder, Tadej Pogačar llançà un atac durant l'ascens al Pas de Peyrol. Al darrere seu Remco Evenepoel (Soudal Quick-Step), Primož Roglič (Red Bull-Bora-Hansgrohe) i Jonas Vingegaard (Team Visma-Lease a Bike intentaren arribar a la roda de Pogačar, però al final només Vingegaard fou capaç d'aconseguir-ho. L'eslovè i el danès anaren junts els últims 14 quilòmetres de l'etapa i la victòria es decidí amb l'esprint final. Vingegaard sortí vencedor de l'esprint, aconseguint així la seva primera victòria al Tour de 2024. Roglič patí una caiguda durant els últims tres quilòmetres de l'etapa i creuà la línia d'arribada 30 segons més tard que Evenepoel, però amb la norma dels 3 quilòmetres se li atorgà el mateix temps que Evenepoel.
| Pos. | Corredor               | Equip                      | Temps      |
| ---- | ---------------------- | -------------------------- | ---------- |
| 1    | Jonas Vingegaard (DEN) | Team Visma-Lease a Bike    | 4h 58' 00" |
| 2    | Tadej Pogačar (SLO)    | UAE Team Emirates          | + 0"       |
| 3    | Remco Evenepoel (BEL)  | Soudal Quick-Step          | + 25"      |
| 4    | Primož Roglič (SLO)    | Red Bull-Bora-Hansgrohe    | + 25"      |
| 5    | Giulio Ciccone (ITA)   | Lidl-Trek                  | + 1' 47"   |
| 6    | João Almeida (POR)     | UAE Team Emirates          | + 1' 49"   |
| 7    | Adam Yates (GBR)       | UAE Team Emirates          | + 1' 49"   |
| 8    | Mikel Landa (SPA)      | Soudal Quick-Step          | + 1' 49"   |
| 9    | Carlos Rodríguez (SPA) | Ineos Grenadiers           | + 1' 55"   |
| 10   | Felix Gall (AUT)       | Decathlon-AG2R La Mondiale | + 2' 38"   |

| Pos. | Corredor               | Equip                   | Temps       |
| ---- | ---------------------- | ----------------------- | ----------- |
| 1    | Tadej Pogačar (SLO)    | UAE Team Emirates       | 45h 00' 34" |
| 2    | Remco Evenepoel (BEL)  | Soudal Quick-Step       | + 1' 06"    |
| 3    | Jonas Vingegaard (DEN) | Team Visma-Lease a Bike | + 1' 14"    |
| 4    | Primož Roglič (SLO)    | Red Bull-Bora-Hansgrohe | + 2' 15"    |
| 5    | João Almeida (POR)     | UAE Team Emirates       | + 4' 20"    |
| 6    | Carlos Rodríguez (SPA) | Ineos Grenadiers        | + 4' 40"    |
| 7    | Mikel Landa (SPA)      | Soudal Quick-Step       | + 5' 38"    |
| 8    | Adam Yates (GBR)       | UAE Team Emirates       | + 6' 59"    |
| 9    | Juan Ayuso (SPA)       | UAE Team Emirates       | + 7' 09"    |
| 10   | Giulio Ciccone (ITA)   | Lidl-Trek               | +7' 36"     |